# Te Deum (Guilmant)

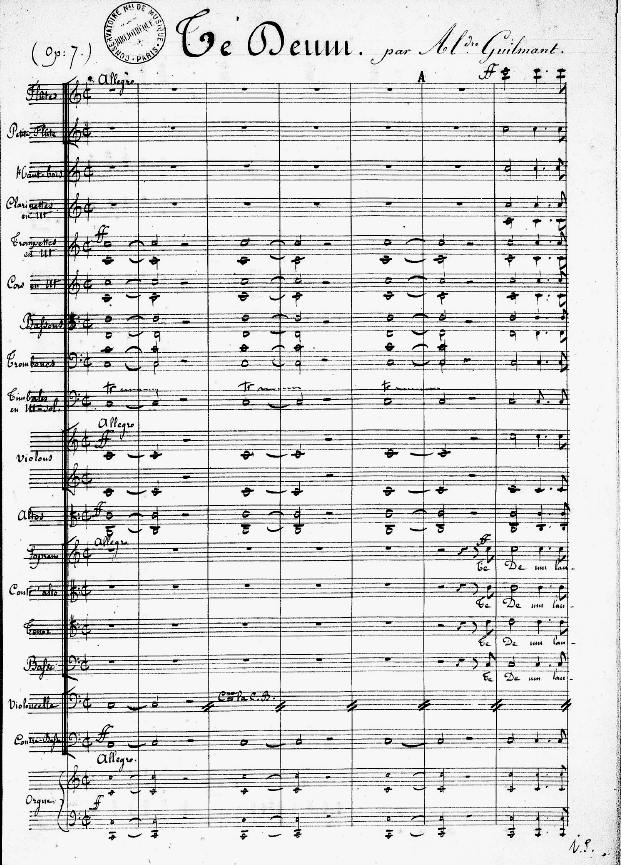
Erste Seite des Autographs des Te Deum op. 7

Das Te Deum op. 7 ist eine Vertonung des Ambrosianischen Lobgesangs für Chor und Orchester des französischen Komponisten Alexandre Guilmant.

## Entstehung
Das Werk entstand im März 1856 in Boulogne-sur-Mer als ein Frühwerk Guilmants, der zu diesem Zeitpunkt knapp 19 Jahre alt war. Ort und Datum einer Uraufführung sind derzeit nicht bekannt.

## Besetzung
Die Besetzung des Te Deum gestaltet sich wie folgt:
1 Piccoloflöte, 1 Flöte, 2 Oboen, 2 Klarinetten, 2 Fagotte / 2 Hörner, 2 Trompeten, 3 Posaunen / Pauken / Chor, Violine I, Violine II, Bratsche, Violoncello, Kontrabass / (Orgel)*
Zwar wird die Orgel zu Beginn des Manuskripts vorgeschrieben, allerdings bricht die Notation nach Takt 49 plötzlich ab, kehrt nur für eine kurze Überleitung von Takt 128 bis 131 zurück und fehlt ab diesem Zeitpunkt völlig. Der Grund hierfür ist bislang nicht geklärt.

## Werkgestalt
Das Stück beginnt kraftvoll mit einem dreimal unisono gespielten C im gesamten Orchester und dem aufsteigenden C-Dur-Akkord auf die einleitenden Worte: Te Deum laudamus. Dieses wiederkehrende Hauptmotiv wechselt sich im ersten Teil des Werks mit ruhigen Passagen ab.
Der zweite Teil Patrem immensae präsentiert sich als ruhiges Bass-Solo unter der Begleitung von Streichern und Holzbläsern, das zweimal durch Einsätze des Chores unterbrochen wird.
Es folgt eine verkürzte und veränderte Wiederholung des mächtigen Anfangsteils auf die Worte Tu ad dexteram Dei sedes, die mit geschickten harmonischen Wendungen zu der mächtigen synkopisch verarbeiteten Passage Judex crederis führt.
Das mit Prière („Gebet“) überschriebene Te ergo quaesumus steht im 3/4-Takt und besticht mit einer beschwingt-heiteren Melodie, die als Sopran-Solo ausgeführt ist und von den Streichern begleitet wird. Der Chor setzt auf die Worte Persingulos dies mit einem aufsteigenden Fugato ein.
Im nachfolgenden kurzen Abschnitt des Fiat misericordia tua wird das eingängige Thema des vorangegangenen Te ergo quaesumus wieder aufgegriffen und nun vierstimmig verarbeitet. 
Das Werk endet mit einer fulminanten Schlussfuge über den Vers In Te, Domine, speravi, non confundar in aeternum.